# La cena delle beffe (film)
La cena delle beffe è un film del 1942 diretto da Alessandro Blasetti, tratto dall'omonimo dramma di Sem Benelli.
È entrato nella storia per il seno nudo di Clara Calamai, che costò alla protagonista, una delle maggiori dive dell'epoca, l'anatema delle autorità ecclesiastiche e alla pellicola il divieto alla visione ai minori di 16 anni; non si trattò però del primo seno nudo del cinema italiano, perché vi era già stato quello di Vittoria Carpi in La corona di ferro, sempre di Blasetti, uscito l'anno prima. È stato un film che incrementò ulteriormente la popolarità di Amedeo Nazzari, che qui recita la battuta divenuta popolare «e chi non beve con me, peste lo colga!».
Viene anche ricordato per essere uno dei film interpretati da Osvaldo Valenti e Luisa Ferida, attori uniti anche nella vita privata, uccisi a Milano nelle fasi finali della guerra dai partigiani in quanto accusati di collaborazionismo. La pellicola rappresentò inoltre il primo ruolo di rilievo per Valentina Cortese, destinata a divenire di lì a poco una delle attrici cinematografiche di punta del panorama italiano ed internazionale degli anni quaranta e cinquanta.

## Trama

Gli arroganti fratelli Chiaramantesi: Neri (Amedeo Nazzari) e Gabriello (Alfredo Varelli)

Nella Firenze rinascimentale di Lorenzo il Magnifico, gli arroganti fratelli Neri e Gabriello Chiaramantesi perseguitano da anni il pacifico Giannetto Malespini con pesanti scherzi e provocazioni di crescente crudeltà, infierendo tanto più quanto meno il rivale è capace di reagire agli insulti ed ai tiri mancini di cui è vittima.
Lo scontro giunge al culmine quando l'oggetto della contesa diventa la bella Ginevra. La donna, serva in casa Chiaramantesi, era stata offerta a Malespini in gesto di denigrazione, ma quando Neri la vede trasformarsi accanto al mediocre nemico in una splendida e raffinata cortigiana, se la riprende con la forza, denudandola sotto gli occhi di Giannetto e liberandosi di lui facendolo buttare nel fiume.
Umiliato per l'ennesima volta, ma stavolta soprattutto privato di Ginevra, la quale per altro si è prontamente adattata alla compagnia di Neri, Giannetto decide di vendicarsi una volta per tutte dei terribili Chiaramantesi. Con l'intercessione dell'autorevole Tornaquinci, disposto ad aiutarlo a rifarsi delle tante ingiustizie subite, li invita ad una cena di riappacificazione, a cui i due presenziano come gesto di omaggio verso l'illustre ospite, a cui perfino loro portano il dovuto rispetto, ma anche di ulteriore spregio verso un nemico che sembra dimostrare nuovamente la sua debolezza. Giannetto però ha attentamente pianificato le sue mosse: prima divide abilmente gli avversari, costringendo Gabriello ad una precipitosa partenza dalla città quando insinua, a ragione, che lui sia interessato a Ginevra quanto e più del fratello Neri; poi sfrutta la presunzione di Neri sfidandolo ad una bravata che non può rifiutare.
Quando Neri irrompe in una locanda armato di tutto punto, come stabilito, viene però assalito dai presenti che lo stavano aspettando, perché è stata diffusa ad arte la falsa notizia che lui fosse impazzito ed animato da intenzioni assassine e il suo esuberante arrivo non ha fatto che confermare la voce. Mentre lui è costretto a rifugiarsi in una torre campanaria, Giannetto, che ne ha preso gli abiti che si è tolto alla cena per mettersi in armatura, si reca a casa Chiaramantesi e riesce a entrare indisturbato nel letto di Ginevra, che solo la mattina dopo scopre con chi abbia effettivamente trascorso la notte.

Neri, imprigionato, viene soccorso dall'innamorata Lisabetta (Valentina Cortese)

Neri riesce a sfuggire alla trappola e tornare a casa, dove scopre la grande beffa orchestrata dal rivale, ma viene catturato prima che possa scatenare la propria furia vendicativa. Giannetto, facendosi forte del nome del Tornaquinci, lo fa mettere in prigione e finge di volerlo far rinsavire dalla pazzia con una cura d'urto, mettendolo di fronte a uomini, come il Trinca, e soprattutto donne, come Fiammetta e Laldòmide, che Neri ha offeso o di cui si è approfittato. Fra loro c'è però anche la giovane Lisabetta, innamorata di Neri, che coglie questa occasione per avvicinarlo. Quando Giannetto gli offre di liberarlo, a patto che le reciproche offese vengano dimenticate, Neri rifiuta sdegnosamente e poi, con l'aiuto di Lisabetta, finge di essere effettivamente impazzito, a causa dei tormenti della prigionia.
Giannetto, convinto che Neri non sia affatto diventato inoffensivo e si tratti solo di una finzione, decide comunque di liberarlo, ma prepara un'ultima, terribile beffa, approfittando del ritorno in città di Gabriello, accorso alla notizia delle vicissitudini del fratello. Quella notte Neri si reca da Ginevra per uccidere Giannetto mentre si trova a letto con la donna, ma quando, dopo aver ucciso il nemico, se lo ritrova vivo e vegeto fuori dalla stanza, con aria beffarda, scopre inorridito di aver ucciso il proprio fratello, a cui Giannetto aveva concesso di sostituirlo per soddisfare infine il suo profondo desiderio per la donna. Neri, resosi conto del tragico errore, non può sopportare la consapevolezza del delitto commesso e stavolta perde davvero la ragione e si rivolge a Giannetto chiamandolo Gabriello, convincendosi di aver effettivamente ucciso il rivale e non l'amato fratello.

## Produzione
Blasetti progettò questo film mentre terminava le riprese del film La corona di ferro e fece in modo da adattare lo stesso set e i costumi alla Firenze medicea.

## Distribuzione e censura

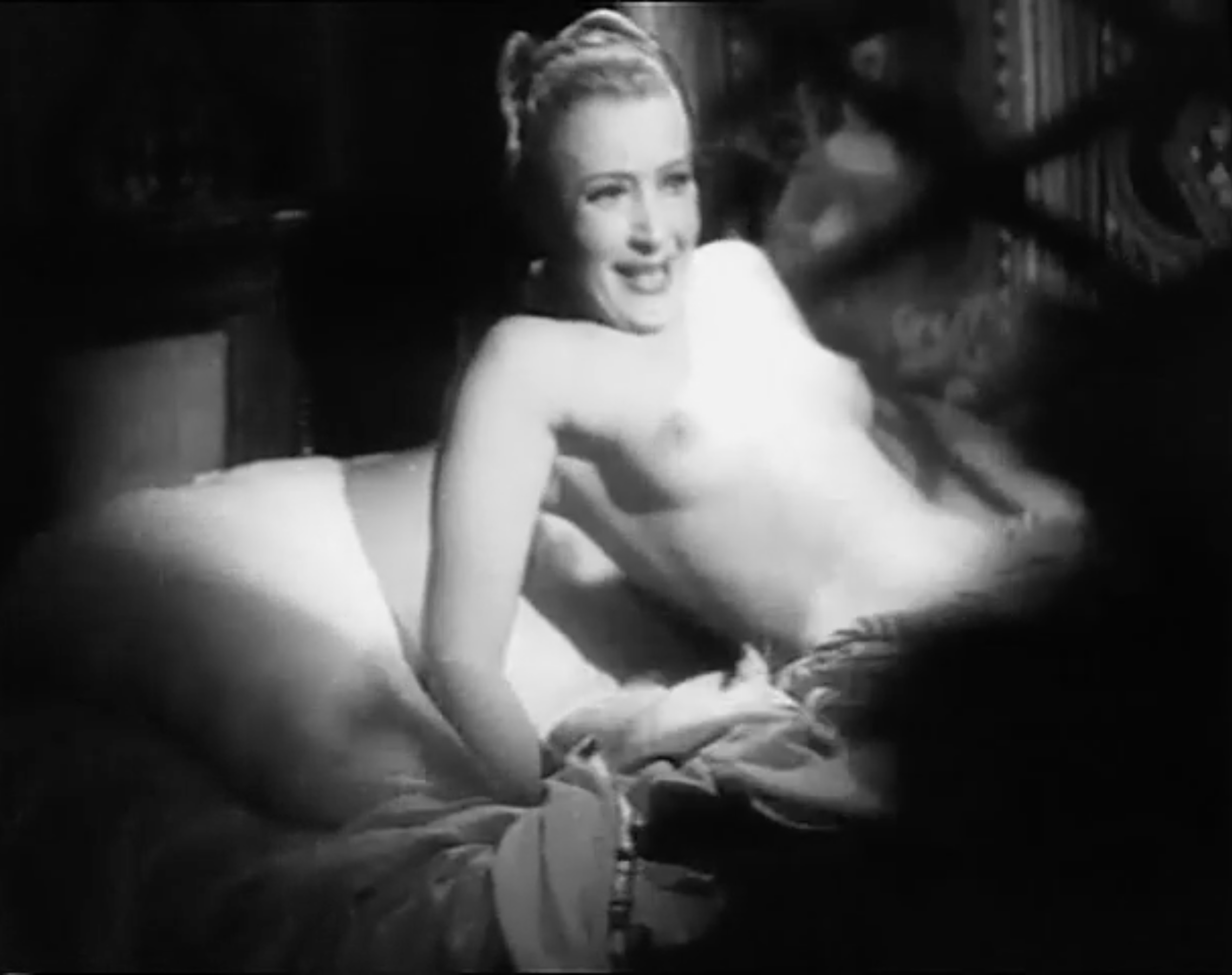
La scena di nudo della Calamai

Il film uscì nelle sale italiane il 9 febbraio 1942, senza censurare la scena di nudo della Calamai, ma applicandovi il divieto alla visione ai minori di 16 anni. 
Nel 1946 venne riedito nelle sale dell'Italia meridionale, con esclusione delle città di Roma, Napoli e Firenze; nelle locandine pubblicitarie venne rimosso il nome di Osvaldo Valenti in quanto coinvolto con i collaborazionisti della Repubblica Sociale di Salò. Venne ridistribuito ancora nel 1947, 1950 e 1951.

## Incassi
In base ai dati disponibili, con un incasso di oltre 13 milioni di lire dell'epoca, La cena delle beffe fu il terzo maggior introito dell'annata cinematografica 1941-1942; unici film che riuscirono ad incassare più della pellicola di Blasetti in quella stagione furono il kolossal I promessi sposi di Mario Camerini (con oltre 18 milioni) ed il bellico-propagandistico Bengasi di Augusto Genina (16 milioni).

## Critica
Mario Gromo, sulla Stampa del 13 febbraio 1942, lo definì «tra i migliori film di Blasetti».
Il Dizionario Mereghetti definisce il film «un melodramma torbido e serrato, incredibilmente ambiguo e sanguinoso per l'epoca» e sottolinea «la forte componente omosessuale nella relazione tra gli antagonisti, intenti - più che a conquistare la donna contesa - a esaurire le pulsioni erotiche autodistruttive all'interno del loro legame maledetto».

## Citazioni
La cena delle beffe è citato nella scena finale della pellicola Nuovo Cinema Paradiso (1989) di Giuseppe Tornatore: infatti tra i vari spezzoni dei film censurati dal prete donati da Alfredo a Salvatore, c'è anche la famosa scena a seno nudo della Calamai.

## Opere correlate
Nel 1965 venne realizzata una versione televisiva dello stesso dramma, diretta da Guglielmo Morandi per la Rai, in cui Amedeo Nazzari reinterpretò nuovamente il ruolo di Neri Chiaramantesi, a 23 anni di distanza dalla pellicola di Blasetti.